# Rio Pequeno (distrito de São Paulo)
Rio Pequeno é um distrito situado na zona oeste do município brasileiro de São Paulo.
O distrito faz divisa com os distritos de Jaguaré, Butantã e Raposo Tavares, além da Cidade Universitária e com o município de Osasco. Tem avenidas com diversos comércios e de ligação ao interior dos bairros, como as seguintes avenidas: Avenida do Rio Pequeno, Avenida Corifeu de Azevedo Marques (parte), Avenida Engº Heitor Antonio Eiras Garcia (parte), Avenida Escola Politécnica (parte), Avenida Nossa Senhora de Assunção, Avenida José Joaquim Seabra, Avenida Otacílio Tomanik e Avenida Darcy Reis. A Avenida Escola Politécnica corta o distrito, sendo responsável pela ligação da Marginal Pinheiros com a Rodovia Raposo Tavares.

## História
A origem do bairro, porém, é mais humilde. Com ruas que datam, ao menos, da década de 1960, o bairro foi formado por trabalhadores das olarias e pedreiras da região, operários que trabalhavam nos bairros do Jaguaré e região, além de trabalhadores da construção civil, oriundos principalmente das obras da Cidade Universitária, nas décadas de 1960 e 1970. Hoje com pouco mais de 131.000 habitantes, segundo o Censo 2022, conta com jornais próprios, quatro postos de saúde, um Hospital municipal e diversas escolas, municipais, estaduais e particulares, além de um CEU municipal.
O nome Rio Pequeno se deu devido à existência do Córrego Pirajuçara, que fica no canteiro central da Avenida Escola Politécnica e deságua no Rio Pinheiros, na região do Jaguaré. Com isso toda a região do entorno foi denominada como Rio Pequeno, devido a esse córrego ser a referência na região quando a mesma começou a ser loteada.
O Campo do Corinthians do Rio Pequeno é um dos mais tradicionais campos de futebol da zona oeste do município de São Paulo. Popularmente é conhecido como "Corinthinhas" devido as escolinhas de futebol no local. Já fez parcerias com diversos times de futebol profissional e amador e diversas escolinhas de futebol. Atualmente sedia os jogos do Botafogo do Rio Pequeno, time que representa a favela do Sapé. No campo também são realizados diversos eventos esportivos.
O Rio Pequeno é um dos distritos da capital que ainda não possuí nenhum parque público. Existe projetos de implantar o Parque Municipal da Água Podre, em um terreno municipal localizado na Av. Eng° Heitor Antonio Eiras Garcia em frente ao CEU Butantã.
Os rápidos acessos pela Rodovia Raposo Tavares ou pela Avenida Escola Politécnica têm transformado o distrito em área de lançamentos residenciais para classe média e média-alta, numa área ZER (zona estritamente residencial); áreas como o Residencial Parque dos Príncipes, Colinas de São Francisco e Villas de São Francisco são área de classe média e média-alta, e o Jardim Ester, próximo à Rodovia Raposo Tavares.
O distrito do Rio Pequeno faz limite com o município de Osasco em ruas dos bairros: Jardim D´Abril, Parque dos Príncipes, Vila Dalva, Jardim Vila Adalgiza e Vila São Francisco.

## Demografia
Evolução demográfica do distrito do Rio Pequeno

## Distritos e municípios limítrofes
- Jaguaré (Norte)
- Butantã (Leste)
- Raposo Tavares (Sul e Oeste)
- Osasco (Oeste e Norte)